# أولريش فون بروكدورف رانتساو
أولريش كارل كريستيان غراف فون بروكدورف رانتساو (بالألمانية: Ulrich Karl Christian Graf von Brockdorff-Rantzau) (29 مايو 1869 شلسفيغ - 8 سبتمبر 1928 برلين) محامٍ ودبلوماسي ألماني وأول وزير للخارجية في جمهورية فايمار بعد تنازل القيصر فيلهلم الثاني. قاد بحكم منصبه الوفد الألماني في مؤتمر باريس للسلام لكنه استقال احتجاجًا على معاهدة فرساي. شغل منصب سفير ألمانيا لدى الاتحاد السوفييتي من عام 1922 إلى عام 1928.